# Klášter Jumièges
Klášter Jumièges je benediktinský klášter u městečka Jumièges v departementu Seine-Maritime ve francouzském regionu Normandie. Opatský kostel je zasvěcen Panně Marii.

## Historie
Klášter byl založen roku 654 svatým Philibertem, který se stal také prvním opatem nového kláštera. Po několika letech klášter opustil a založil novou fundaci - klášter Noirmoutier. Roku 841 byl Jumièges vypálen Vikingy a poté obnoven. Stal se centrem vzdělanosti a dobročinnosti. Hlavní část kláštera pochází z 11. století, znovuvysvěcení se konalo roku 1067 za přítomnosti Viléma Dobyvatele.
Správa kláštera byla dlouhodobě vykonávána in commendam. Podlehl Francouzské revoluci a dnes z něj zůstaly jen působivé rozvaliny. Formálně byl zrušen v roce 1947.

## Galerie

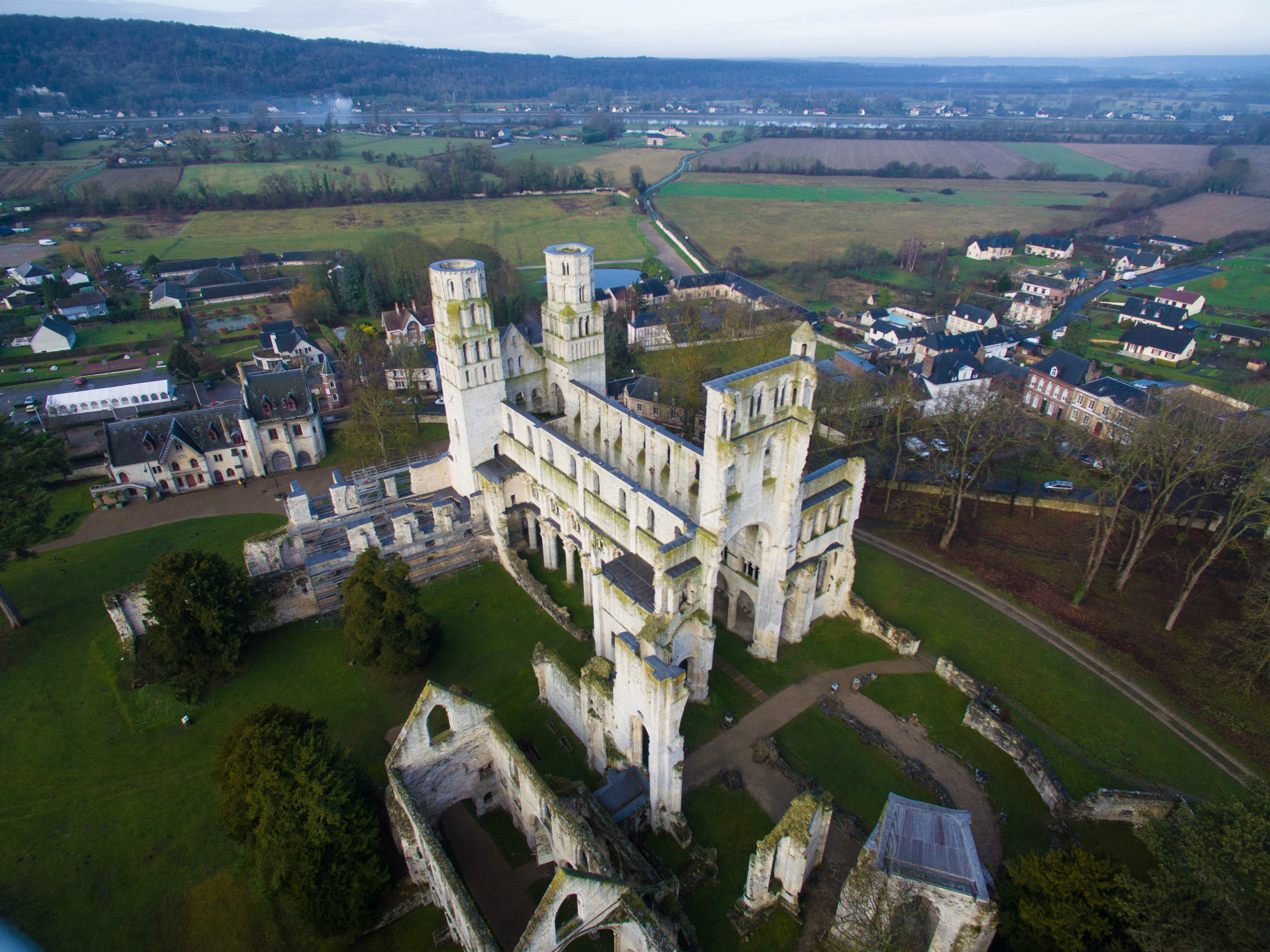
Kostel sv. Petra (St. Pierre, vlevo) a opatský kostel Panny Marie (Notre Dame)
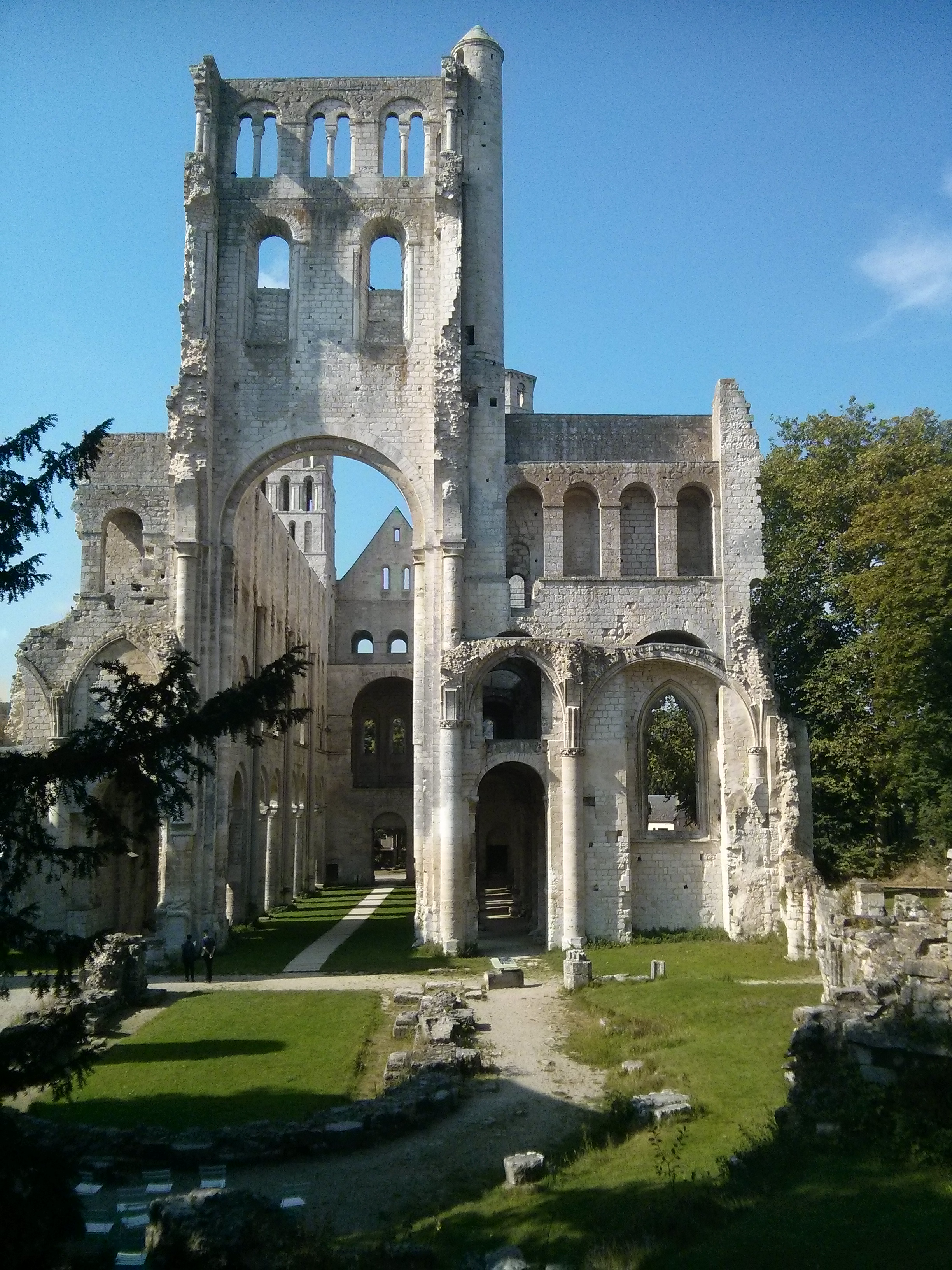
Kostel Panny Marie
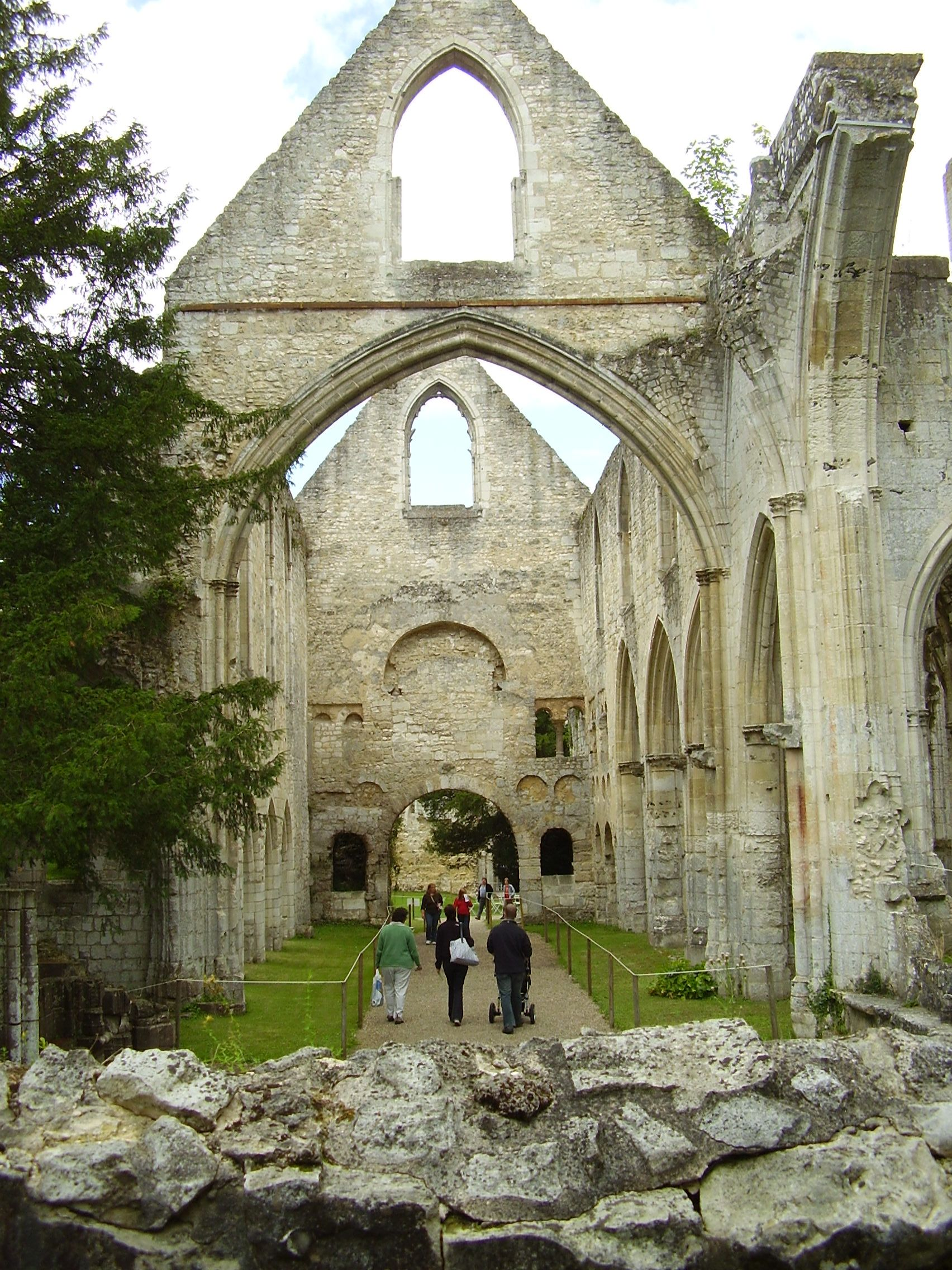
Kostel sv. Petra
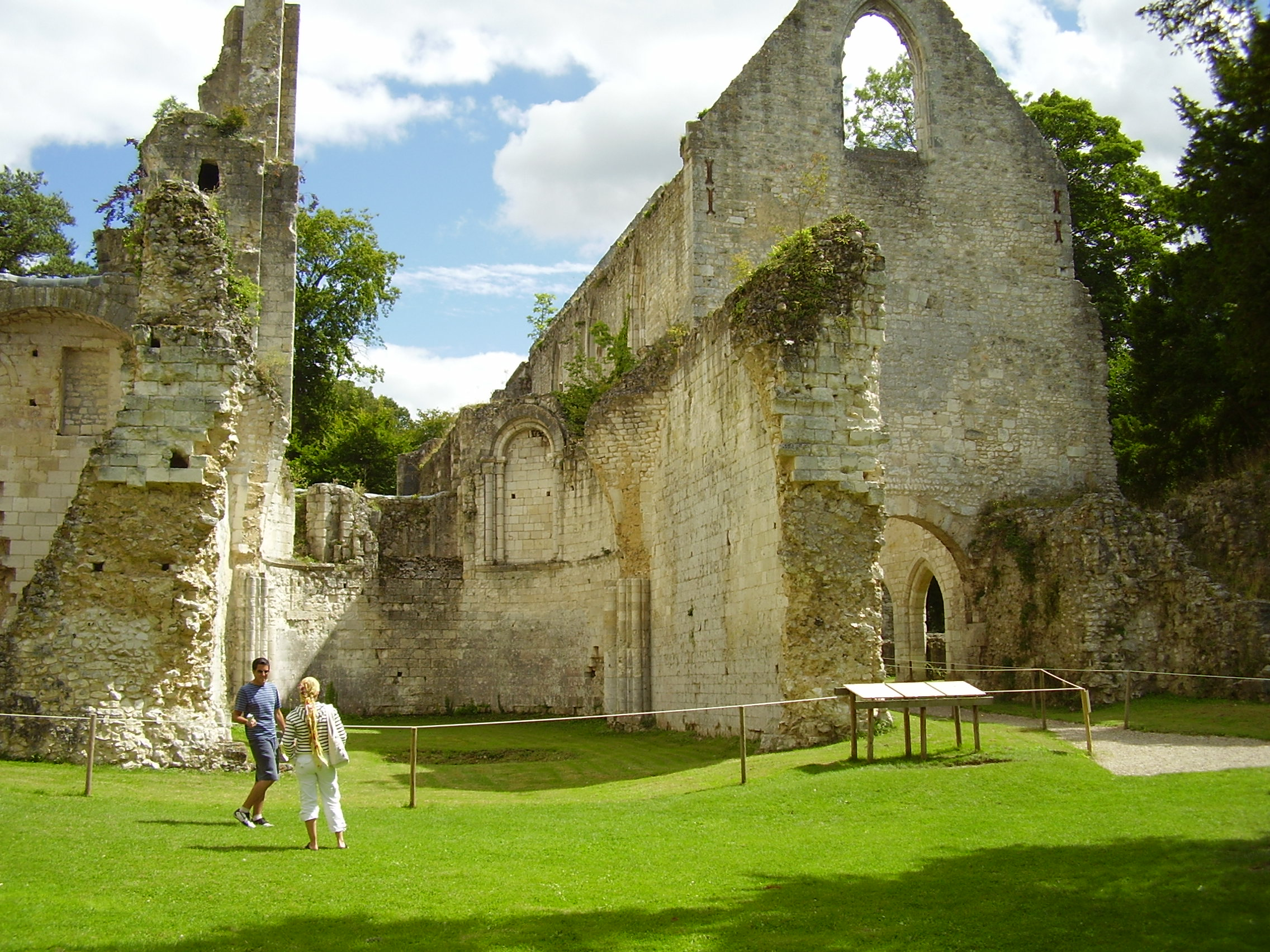
Kapitulní síň